# Osmundastrum pilosum
Osmundastrum pilosum là một loài dương xỉ trong họ Osmundaceae. Loài này được Shmakov mô tả khoa học đầu tiên năm 1999.
Danh pháp khoa học của loài này chưa được làm sáng tỏ. 